# Dave Watson (Radsportler)
David Nicholas „Dave“ Watson (* 19. Dezember 1946) ist ein ehemaliger australischer Radrennfahrer und nationaler Meister im Radsport.

## Sportliche Laufbahn
Watson war Teilnehmer der Olympischen Sommerspiele 1968 in Mexiko-Stadt. Im Mannschaftszeitfahren wurde Watson gemeinsam mit Donald Wilson, Kevin Morgan und Peter McDermott als 14. klassiert.
1969 gewann er das Eintagesrennen Milperra–Goulburn. Auch im Etappenrennen Tour de la Nouvelle-Calédonie war er erfolgreich. Auf der Bahn wurde er bei den nationalen Meisterschaften Zweiter in der Einerverfolgung. 1970 gewann er die Meisterschaft. Von 1970 bis 1973 war er als Berufsfahrer aktiv. Er lebte einige Zeit in Großbritannien und startete dort für das britische Radsportteam TI-Raleigh.